# Процедурна драма
Процедурна драма — це різножанровий тип літератури, фільмів чи телевізійних програм, у якому наголошується на технічних деталях окремої професії. Документальний фільм також може бути написаний у процедурному стилі, щоб підвищити інтерес до розповіді.
Телевізійні програми цього жанру зосереджені на тому, як розкриваються злочини, навколо правоохоронних, законодавчих органів чи суду. У таких драмах часто є лабораторія або високотехнологічна конференц-зала, де головні герої зустрічаються, щоб розв'язати проблему. Шоу зазвичай має епізодичний формат, який не обов'язково вимагає від глядача перегляду попередніх епізодів. Епізоди, як правило, мають самостійний (також відомий як «окремий») сюжет, який представляється, розвивається та розв'язується в одному епізоді.
Процедурний формат популярний у всьому світі. У 2011 році директор телевізійної консалтингової компанії сказав: «Зберігається тенденція до процедур, оскільки вони використовують передбачувану структуру». Завдяки своїй епізодичності вони є більш доступними для нових глядачів, ніж інші серіали. Окремі епізоди також полегшують глядачам повернення до шоу, якщо вони пропустили деякі з них. Зазвичай, процедурні драми зазвичай можна дивитися, не звертаючи уваги на порядок епізодів.
Процедурні драми часто критикують за шаблонність. Вони також, як правило, менш зосереджені на персонажах, ніж серіалізовані шоу. Однак деякі процедури мають більший акцент на них, ніж інший типовий представник цього формату. У деяких іноді сюжетна лінія розтягується на кілька епізодів (їх часто називають сюжетною аркою).
Популярним піджанром є поліцейська процедура.

## Види

### Телебачення

#### Художні
На телебаченні «процедурний» конкретно стосується жанру програм, у яких проблема представляється, досліджується та вирішується в межах одного епізоду. Ці шоу, як правило, являють собою годинні драми та часто (хоча не завжди) пов'язані з поліцією чи злочинністю.
Загальна формула поліцейської процедури передбачає вчинення або розкриття злочину на початку епізоду, подальше розслідування та арешт або засудження злочинця наприкінці епізоду.
Сучасні приклади цього жанру — франшизи «Закон і порядок», «CSI: Місце злочину» та «NCIS: Полювання на вбивць». «Доктор Хаус» є прикладом процедури, не пов'язаної зі злочином.
- Процедурні драми, як правило, дуже популярні в синдикації трансляцій, оскільки відсутність довгострокових сюжетних ліній полегшує глядачам перегляд лище одиного епізоду, не відчуваючи втрачену послідовність подій.
- Процедурних персонажів іноді відзначають недостатнім розвитком особистості, при цьому мало уваги приділяється життю повторюваних персонажів поза їх роботою[7].

#### Документальні
Наукові нон-фікшн процедури, як-от серіал PBS «Таємниці мертвих» або Court TV 's «Медичний детектив» крок за кроком проводять глядача через розслідування.

### Телевізійні приклади
Цей список містить приклади процедурних драм; він не є вичерпним.
- 4исла
- 9-1-1
- 9-1-1: Самотня зірка
- Без сліду
- Білий комірець
- Блакитна кров
- Блудний син
- Вона написала вбивство
- Гаваї 5.0
- Детектив Неш Бріджес
- Добрий лікар
- Доктор Хаус
- Елементарно
- Закон і порядок: Злочинні наміри
- Закон і порядок: Спеціальний корпус
- Закон і порядок
- Касл
- Кістки
- Коломбо
- Красуня і чудовисько
- Криміналісти: мислити як злочинець
- Люцифер
- Медики Чикаго
- Менталіст
- Мертва справа
- Місце злочину: Нью-Йорк
- Монк
- Морська поліція: Лос-Анджелес
- Морська поліція: Новий Орлеан
- Новобранець
- Особливо тяжкі злочини
- Перрі Мейсон
- Південна територія
- Підозрюваний
- Поліція Маямі
- Поліція Нью-Йорка
- Поліція Чикаго
- Правосуддя Чикаго
- Практика
- Різзолі та Айлз
- Сприйняття
- Таксі: Бруклін
- Теорія брехні
- Тіло як доказ
- Третя зміна
- Убивства в Мідсомері
- Форс-мажори
- Шукачка
- Я — зомбі
- Янголи Чарлі
- Ясновидець
- C.S.I.: Кіберпростір
- C.S.I.: Місце злочину Маямі
- CSI: Місце злочину
- NCIS: Полювання на вбивць